# Lullington (Somerset)
Lullington is een civil parish in het bestuurlijke gebied Mendip, in het Engelse graafschap Somerset met 162 inwoners.

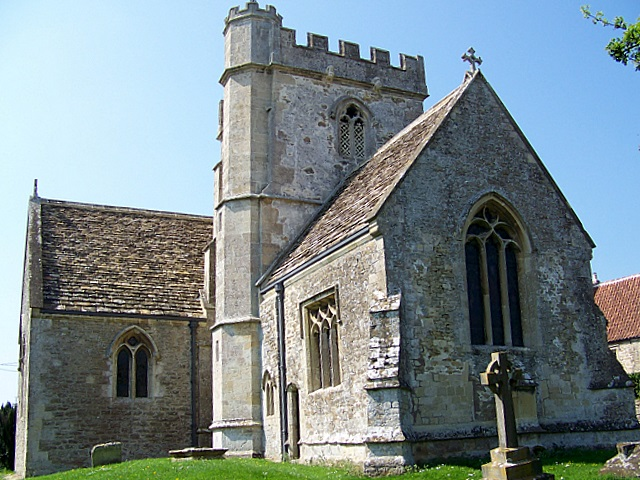
Kerk van Lullington